# Jonathan Trelawny (3e baronnet)
Pour les articles homonymes, voir Trelawny.
Jonathan Trelawny, 3e baronnet (24 mars 1650 - 19 juillet 1721) est Évêque de Bristol, évêque d'Exeter et évêque de Winchester. Il est surtout connu pour son rôle dans les événements qui ont précédé la Glorieuse Révolution et qui sont référencés dans l'hymne cornique Le chant des hommes occidentaux.

## Biographie
Il est né à Trelawne, dans la paroisse de Pelynt, en Cournouailles, et est le fils aîné de Jonathan Trelawny (2e baronnet). Il fait ses études à la Westminster School puis se rend à Christ Church, Oxford au début du mandat de Michaelmas en 1668, où il se distingue en tant qu'érudit.
Royaliste convaincu, il est ordonné en 1673 et devient un ecclésiastique. Il est nommé recteur de South Hill le 4 octobre et de St Ives le 12 décembre 1677, devenant évêque de Bristol en 1685. Il est l'un des sept évêques jugés pour diffamation séditieuse sous Jacques II. Trelawny et les autres évêques ont déposé une pétition contre la déclaration d'indulgence de Jacques II en 1687 et 1688 (accordant la tolérance religieuse aux catholiques). Il est par conséquent arrêté et emprisonné à la Tour de Londres sous l'accusation de diffamation séditieuse. Les évêques ont déclaré que, s'ils étaient fidèles au roi Jacques II, leur conscience n'accepterait pas de laisser la liberté de culte aux catholiques, même si cela devait rester dans l'intimité de leur foyer, comme le proposait la Déclaration; ils ne pouvaient donc pas signer. Trelawny est détenu pendant trois semaines avant le procès, puis jugé et acquitté; cela a conduit à de grandes célébrations, des cloches ont été sonnées dans sa paroisse de Pelynt .
Il est récompensé en 1689 par sa nomination comme évêque d'Exeter (et restant jusqu'en 1694, archidiacre de Totnes) après la défaite militaire de Jacques II et l'avènement du trône britannique du protestant Guillaume d'Orange. Il est nommé évêque de Winchester en 1707, bien que sa promotion soit un sujet de controverse, car la reine Anne, déterminée à garder toutes les nominations importantes de l'Église dans sa propre main, rejeta l'avis de ses ministres et de Thomas Tenison, l'archevêque de Cantorbéry en le nommant, provoquant ainsi la soi-disant crise Bishoprics. Il meurt en 1721 à Chelsea, dans le Middlesex et son corps a été ramené pour être inhumé à Pelynt, en Cornouailles.

## Famille
Il épouse Rebecca Hele, avec qui il a douze enfants,, :
- Charlotte Trelawny (1687/8 - après 1745), célibataire
- Letitia Trelawny (1689), mariée à Harry Trelawny (5e baronnet)
- John Trelawny (4e baronnet) (1691-1756)
- Henry Trelawny (1692–1707), s'est battu dans la guerre de Succession d'Espagne et est décédé avec l'amiral Cloudesley Shovell à bord du HMS Association lors du désastre naval de Scilly en 1707[5]
- Charles Trelawny (1694 - 24 août 1721), sans descendance, prébendaire de Westminster
- Rebecca Trelawny (1696-1743), épouse John Francis Buller en 1716
- Elizabeth Trelawny (1697 - 25 janvier 1744), mariée à George Allanson (décédé en 1741), archidiacre de Cornouailles
- Edward Trelawny (gouverneur) (1699-1754), devenu gouverneur de la Jamaïque
- Mary Trelawny (1700), décédée en bas âge
- Hele Trelawny (1703-1740), sans descendance
- Jonathan Trelawny (1705), décédé en bas âge
- Anne Trelawny (1707-1745), célibataire

Mgr Trelawny est immortalisé dans l'hymne cornique, Le chant des occidentaux, plus connu simplement sous le nom de Trelawny, écrit plus d'un siècle plus tard et composé par le pasteur Robert Stephen Hawker, vicaire de Morwenstow .
Et Trelawny vivra-t-il?
Ou alors Trelawny mourra!
Voici vingt mille hommes de Cornouailles
Sera la raison pour laquelle! 